# Эрнани (пьеса)
«Эрна́ни», также «Герна́ни, и́ли Касти́льская честь» (фр. Hernani, ou l'Honneur castillan) — романтическая драма в стихах в пяти действиях французского писателя, поэта и драматурга Виктора Гюго, написанная им 17—25 сентября 1829 года. Главный персонаж — мужественный Жан д'Арагон, прозванный Эрнани (род. ок. 1499 года — отравлен в 20 лет, в конце 1519 г.), — испанский аристократ и разбойник; враг короля дона Карлоса и дона Руи, возлюбленный доньи Соль.
Премьера состоялась 25 февраля 1830 года в театре «Комеди Франсэз» и вызвала немалые споры. Впервые опубликована в 1830 году; вдохновила Джузеппе Верди на создание романтической оперы «Эрнани» (1844). Запрещалась цензурой во Франции (1851—1885) и в Российской империи.

## История создания
После запрещения в 1829 году пьесы «Марион Делорм» Гюго сразу же принялся за новую драму — «Эрнани». В поисках сюжета, рисующего королевский произвол, Гюго остановился на найденном им в одной старой хронике рассказе о том, как министр испанского короля Филиппа II дон Руй Гомес де Сильва впал в немилость оттого, что король влюбился в его жену. Однако Гюго чрезвычайно изменил эту историю, перенеся действие в более раннюю эпоху, во времена царствования отца Филиппа II — короля Испании Карла I, ставшего императором Карлом V, и сделав соперником короля не его министра, а опального вельможу Эрнани, ставшего благородным разбойником. Этим Гюго заострил социальное содержание пьесы, проникнутой духом протеста против королевского самоуправства. Имя героя — Эрнани — взято автором из названия пограничного испанского городка, через который Гюго проезжал в 1811 году.

## Премьера и первые постановки
25 сентября 1829 года Гюго закончил драму «Эрнани», и 1 октября состоялось её чтение труппе театра Комеди Франсэз, принявшей новую пьесу драматурга к постановке. Премьера состоялась 25 февраля 1830 года, главные роли исполняли лучшие актёры труппы: Жоанни (Руй Гомес), Фирмен (Эрнани), мадемуазель Марс (донья Соль) и другие.
Премьера этой пьесы явилась значительным событием в истории романтического театра. Следует иметь в виду, что тогда решался вопрос о судьбах романтической драмы, о возможностях дальнейшей деятельности группы поэтов и писателей, стремившихся утвердить на сцене новое романтическое искусство. Шум, вызванный историей с запрещением «Марион Делорм», настолько взбудоражил литературно-театральные круги Парижа, что к постановке новой романтической драмы — «Эрнани» — и сторонники, и противники Гюго стали готовиться как к решительному сражению. Приверженцы классицизма мобилизовали все свои силы, чтобы добиться провала «Эрнани». Со своей стороны, сторонники Гюго и романтизма приготовились к сражению. Молодые художники, музыканты и литераторы, сочувствующие романтизму, — Теофиль Готье, Жерар де Нерваль, Бальзак, Берлиоз, Тьерри и другие — привели на премьеру целые толпы начинающих молодых художников и литераторов. Министерские газеты тщетно пытались ослабить шум, возникший вокруг пьесы, и стараясь придать ей узколитературное значение. В день премьеры сторонники Гюго и романтизма собрались у театра к часу дня, привлекая внимание прохожих своим шумным поведением. Вскоре классицисты стали выбрасывать из театра на их головы кучи мусора. Проникнув в здание театра, романтическая молодёжь продолжала вести себя в нём крайне вызывающе. Сам спектакль сопровождался шумными аплодисментами, шиканьем и всякого рода бурными выходками.

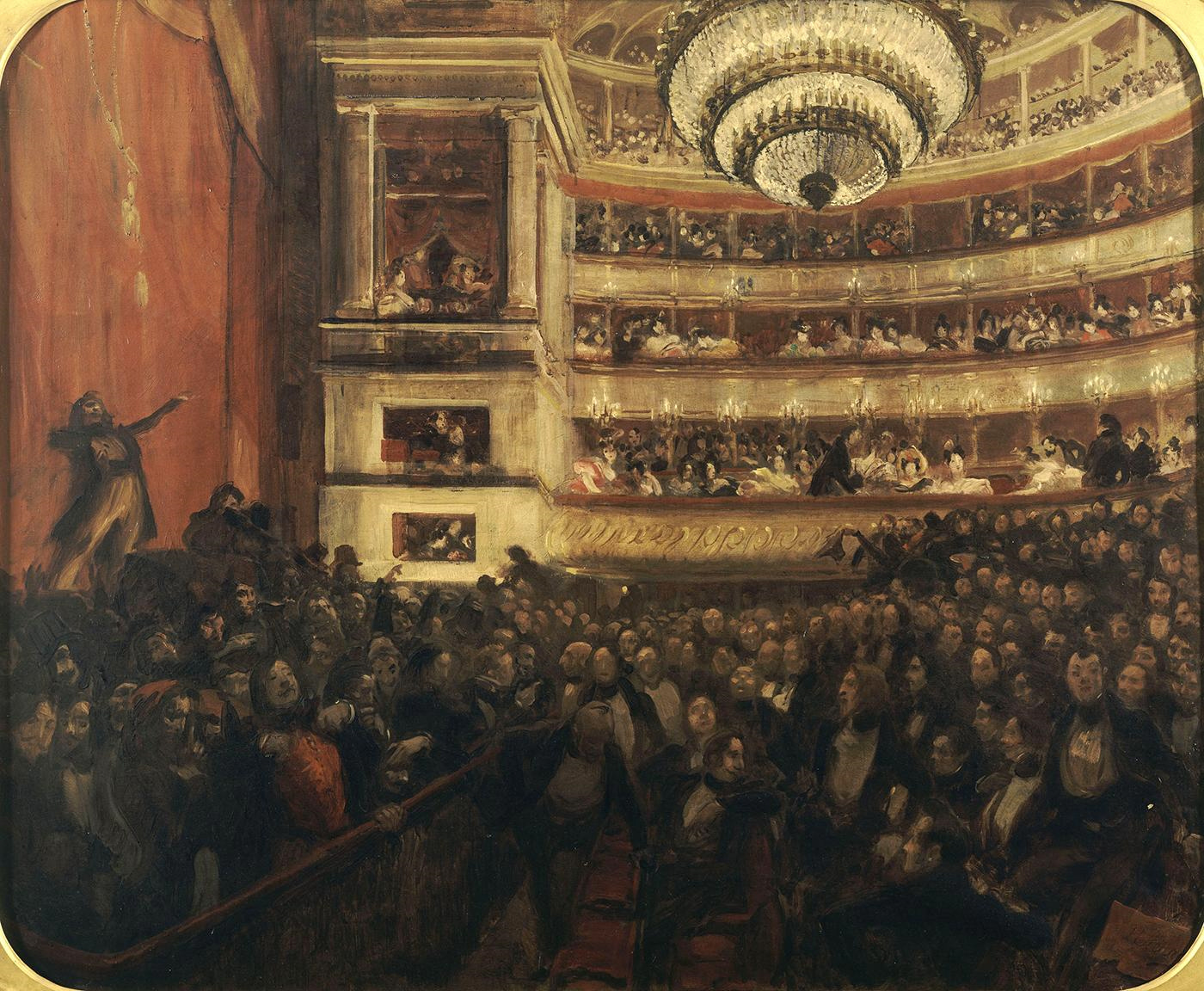
«Споры за „Эрнани“» (1830). П.-А. Бенар, 1903 г.

 Споры, разгоревшиеся вокруг этой пьесы, остались в истории литературы под названием «битва за „Эрнани“». В целом премьера имела бесспорный успех. Постановка «Эрнани» явилась ярким событием в истории борьбы за новое литературное направление во Франции. Публика оказала драме восторженный приём, вылившийся в общественную демонстрацию протеста против реакционного режима монархии Бурбонов. Сорок пять представлений «Эрнани» прошли при переполненном зрительном зале, что являлось редким событием для академического театра Парижа. Появившись накануне Июльской революции, пьеса была проникнута антимонархическими, свободолюбивыми настроениями, а её герой — человек небывалого благородства, объявленный королём вне закона — современниками Гюго воспринимался как олицетворение бунтарства и непокорности власти.
Ещё до этого, в 1830 году, вышло отдельное издание пьесы под заглавием «Эрнани, или Кастильская честь». Здесь действия ещё не имеют особых заглавий, а текст в общем дан в приспособленном к представлению виде. Особенно заметные сокращения были сделаны в третьем действии. Полный текст пьесы был впервые опубликован в 1836 году. В 1838 году представления «Эрнани» возобновились и не прекращались до 1851 года, когда пьеса была запрещена Наполеоном III. Драма «Эрнани», как и другие запрещённые пьесы Гюго, смогла снова появиться на сценах театров лишь в 1870-е годы.

## В России
Русские переводы С. С. Татищева (год?), А. Г. Ротчева (1830), В. А. Рождественского (1953) и частично В. А. Каратыгина (1851). Монолог дона Карлоса (действие IV, сцена 2) переводился Тютчевым («Великий Карл, прости!»; 1830).
Пьеса по цензурным соображениям долгое время была запрещена в России. Лишь в 1904 году она была разрешена для исполнения в провинции. Для народных же театров пьеса «Гернани» (перевод С. С. Татищева) даже и в 1907 году была «признана к постановке несвоевременной».
В 1889 году «Эрнани» был поставлен в России на сцене Московского Малого театра под названием «Гернани, или Кастильская честь» (перевод С. Сп. Татищева). Успех спектаклю обеспечила превосходная игра выдающихся русских артистов А. И. Южина (дон Карлос), А. П. Ленского (дон Руй Гомес де Сильва), М. Н. Ермоловой, которую в 1895 году сменила А. А. Яблочкова (донья Соль), Ф. П. Горева (Эрнани). Постановка «Эрнани» в Малом театре по инициативе и при деятельном участии А. И. Южина имела принципиальное значение. Труппа передового русского театра, по словам Южина, сочла своим «долгом в тяжёлую пору злой реакции вызвать инициативой своих выдающихся членов впервые на сцену своего театра великие, бывшие под запретом, произведения Лопе де Веги, Шиллера, Гюго, Гёте, звучавшие мощным призывом к борьбе». На передовой русской сцене было широко раскрыто гуманистическое и социально-протестующее содержание драматургии Гюго, её «настоящий, полный высокой правды и благоуханной поэзии романтизм» (А. И. Южин).
Петербургская общественность познакомилась с «Эрнани» в 1893 году, в постановке французской труппы, игравшей в помещении Михайловского театра. Ещё до этого, в 1881 году, Сара Бернар во время гастролей в России сыграла последний акт драмы Гюго. В 1894 году Жан Муне-Сюлли выбрал «Эрнани» для своего дебюта в Петербурге. Массовый зритель увидел «Эрнани» в 1897 году в русском переводе на сцене Александринского театра. В 1909 году Эрнани сыграл Ю. М. Юрьев, в репертуаре которого эта роль вскоре стала коронной. В 1916 году, накануне революции, петербургская буржуазия, напуганная общественным звучанием драматургии Гюго, потребовала снятия «Эрнани» с репертуара. В советское время драма несколько раз ставилась на сценах различных театров.
«Эрнани», как и другие запрещённые пьесы Гюго, смогла снова появиться на сценах театров лишь в 1870-е годы.

## Сюжет
Основные действия происходят в Испании в феврале — августе 1519 года, а также в Ахене.

В Сарагосе поздним вечером донья Соль одна во дворце своего дяди и жениха — герцога Руй Гомеса де Сильва — ждёт своего возлюбленного Эрнани. Влюблённый в донью Соль король дон Карлос подкупает её дуэнью, проникает во дворец и прячется в шкафу. Появляется Эрнани, терзаемый сомнениями: любовь влечёт его к донье Соль, но он считает своим долгом напомнить ей, что недостоин её, что он сын казнённого испанского гранда, лишённый титула и имущества, и вынужденный стать лесным разбойником, что его ждёт эшафот. Донья Соль клянётся Эрнани в любви и верности и обещает последовать за ним всюду, даже на эшафот. Из шкафа выходит дон Карлос и заигрывает с доньей Соль, взбешённый Эрнани обнажает шпагу. Во дворец неожиданно возвращается старый герцог Руй Гомес де Сильва и упрекает донью Соль и молодых людей. Дон Карлос раскрывает своё инкогнито и переводит разговор на политические дела. Герцог Руй Гомес де Сильва заверяет короля в своей верности, а Эрнани — в своей ненависти и жажде мести. 

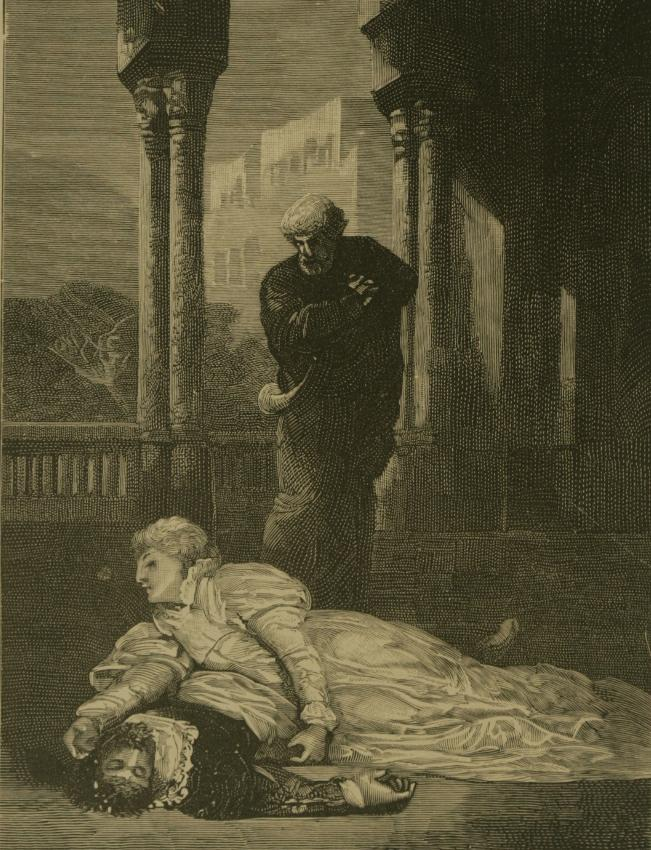
Донья Соль с телом Эрнани

В полночь король предотвращает бегство доньи Соль с Эрнани, предлагая сделать её герцогиней и осыпать драгоценностями, но девушка с негодованием отвергает притязания монарха. Появившийся с преданными ему горцами Эрнани берёт короля в плен и вызывает на поединок, но дон Карлос высокомерно отказывается: для бандита это слишком большая честь. Эрнани не может стать убийцей и вынужден отпустить короля. Донья Соль умоляет Эрнани взять её с собой, но Эрнани не может принять такой жертвы.
В замке герцога де Сильва в горах Арагона идут приготовления к свадьбе дона Руй Гомеса и доньи Соль. Под видом паломника в замок проникает Эрнани и упрекает возлюбленную в измене, но, увидев приготовленный девушкой к свадебной ночи кинжал, раскаивается и просит прощения. Входит герцог и видит свою невесту в объятиях Эрнани, он потрясён вероломством гостя. Юноша умоляет пощадить донью Соль и убить его одного. Появившийся в замке король с войском требует выдать Эрнани. Верный долгу гостеприимства, герцог прячет Эрнани в тайнике, а королю отвечает, что ни один из доблестных представителей его рода не был предателем. Взбешённый король грозит покарать дона Руй Гомеса за неповиновение и берёт в заложницы невесту герцога. После отъезда короля с доньей Соль герцог Руй Гомес выпускает Эрнани из тайника. Юноша умоляет герцога не убивать его сейчас: сначала он должен отомстить королю и освободить донью Соль. Вручив герцогу свой охотничий рог, Эрнани клянётся отдать жизнь, когда герцог потребует этого.
Ночью в Ахене собрались заговорщики — немецкие и испанские гранды, замышляющие убийство дона Карлоса. Своей ненавистью к королю выделяются старик и юноша, недавно примкнувшие к заговорщикам. Дон Карлос в усыпальнице испанских королей размышляет о тяжёлом бремени власти и просит души умерших предков помочь ему управлять государством. Издалека слышен звук колокола: дон Карлос провозглашён императором Карлом V. Новый император приказывает привести донью Соль в надежде, что теперь она согласится. Император приказывает взять под стражу знатных заговорщиков — графов и герцогов — остальные недостойны его мести. Эрнани выступает вперёд и открывает своё имя: он — принц Хуан Арагонский, герцог Сегорбы и Кардоны и имеет право взойти на эшафот. Донья Соль бросается на колени перед императором и умоляет его о пощаде, соглашаясь уступить его домогательствам, если он помилует Эрнани. Император прощает всех и даёт согласие на брак доньи Соль и Эрнани, которому возвращает все утраченные титулы. Бывший разбойник отрекается от вражды и мести и присягает на верность новому императору. Эрнани и донья Соль счастливы и не замечают ненавидящего взгляда старого герцога Руй Гомеса.
Во дворце принца Арагонского в Сарагосе Эрнани и донья Соль, только что сочетавшиеся браком, мечтают о счастливом будущем. Внезапно раздаётся звук охотничьего рога и входит герцог Руй Гомес де Сильва. Герцог напоминает Эрнани о клятве и предлагает выбрать кинжал или яд, Эрнани берёт кубок с ядом. Донья Соль взывает к любви, но, поняв, что мольбы и угрозы бессмысленны, она выхватывает кубок с ядом и отпивает половину, вторая половина достаётся Эрнани. Влюблённые обнимаются и перед смертью благодарят небо за недолгое счастье. Ужаснувшись дела рук своих, старый герцог Руй Гомес совершает самоубийство.

## Адаптации
- Через несколько месяцев после нашумевшей премьеры пьесы Гюго итальянский композитор Винченцо Беллини загорелся идеей написать на этот сюжет оперу. Роль Эрнани предназначалась Джудитте Паста. Довольно скоро Беллини осознал невозможность постановки на свободолюбивый сюжет в оккупированной реакционными австрийцами Ломбардии и прекратил работу над оперой.
- В 1844 г. венецианский театр «Ла Фениче» поставил романтическую оперу «Эрнани» за авторством Джузеппе Верди. Это был первый грандиозный успех Верди, не превзойдённый до премьеры «Трубадура» в 1853 г. «Эрнани» — первая опера, целиком записанная на граммофонную пластинку (в 1904 г.).
- В 2002 году во Франции был снят телевизионный художественный фильм под названием «Битва за „Эрнани“» (фр. La bataille d’Hernani), рассказывающий историю создания этой пьесы Гюго и борьбы за её постановку. Режиссёр Жан-Даниэль Верхак, в ролях: Александр Брассе, Ариэль Домбаль, Флоранс Дарель, Жак Дакмин, Фабрис Прюво и др.